# Podonominae
Podonominae (лат.) — подсемейство двукрылых семейства комаров-звонцов.

## Описание
Мелкие и средних размеров виды, окрашенные в бурый или чёрный цвет. Первые два членика усиков покрыты щетинками. Жгутик усика перистоопушённый, состоит, обычно, из 14 члеников и только у рода Lasiodiamesa — из 15. Глаза почковидные, голые или покрыты волосками. Щупики состоят из пяти сегментов, реже, у некоторых видов, могут быть из 3 или 4 сегментов. Род Archaeochlus, в отличие от большинства комаров-звонцов, обладает длинными ротовыми частями. Наличиник короткий. Щиток с одним поперечным рядом щетинок, реже щетинки расположены хаотично. Крыло у разных видов может быть с микротрихиями или без них. костальная жилка заканчивается около вершины крыла или за ней. Радиальная жилка R2+3 полностью отсутствует. Поперечная медиокубитальная жилка хорошо развита. Пульвиллы на лапках имеются только у рода Trichotanypus. Эмподий разветвлённый. Коготки на лапках зазубренные или одновершинные.

## Экология
Личинки обитают в ручьях и родниках c холодной водой (Boreochlus, Paraboreochlus, Parochlus) или стоячих болотных водоемах (Lasiodiamesa). Африканские представители развиваются во временных лужах.

## Классификация
Подсемейство включает следующие роды:
- Austrochlus Cranston, 2002[4]
- Afrochlus Freeman, 1964[3]
- Archaeochlus Brundin, 1966[3]
- Boreochlus Edwards, 1938[1]
- †Burmochlus Giłka et al., 2020[5]
- † Glushkovella Kalugina, 1993[6]
- Lasiodiamesa Kieffer, 1924[1]
- Linevitshia Makarchenko, 1987[1]
- † Oryctochlus Kalugina, 1985[7]
- Paraboreochlus Thienemann, 1939[1]
- † Palaeoboreochlus Baranov and Andersen 2014[8]
- Parochlus Enderlein, 1912[1]
- Podochlus Brundin, 1966[4]
- † Podonomius Kalugina, 1985[9]
- Podonomopsis Brundin, 1966[4]
- Podonomus Philippi, 1865[4]
- Rheochlus Brundin, 1966[4]
- Shilovia Makartshenko, 1989[10]
- Trichotanypus Kieffer, 1906[1]

## Распространение
Представители подсемейства встречаются в Голарктике, Афротропике, Ориентальной области и Австралии и Новой Зеландии.

## Палеонтология
Ископаемые представители подсемейства известны верхнеюрских отложений в Германии. Возраст самых древних находок датируется возрастом 183 млн лет. Встречаются также в бирманском янтаре.